# Hyalella longicornis
Hyalella longicornis är en kräftdjursart som beskrevs av Edward Lloyd Bousfield 1996. Hyalella longicornis ingår i släktet Hyalella och familjen Hyalellidae. Inga underarter finns listade i Catalogue of Life.